# San Andrés Puerto Rico
San Andrés Puerto Rico es una localidad del estado mexicano de Chiapas. Es parte del municipio de Huixtán.

## Toponimia
El nombre «San Andrés» hace referencia al santo patrono de la localidad: Andrés Apóstol.

## Demografía
| Gráfica de evolución demográfica |
|                                  |

| Censo | Población |
| ----- | --------- |
| 1960  | 278       |
| 1970  | 349       |
| 1980  | 546       |
| 1990  | 746       |
| 2000  | 753       |
| 2010  | 925       |
| 2020  | 1 002     |